# Communauté des Peuls de New York
La communauté des Peuls de New York, aux États-Unis, regroupe de 3 000 à 5 000 ressortissants, principalement venus du Fouta-Djalon (Guinée). Une petite partie d'entre eux est également originaire du Sénégal, un pays frontalier qui fut une terre d'accueil pour les Peuls venus du nord de la Guinée (environ 60 000) sous le régime de Sékou Touré.

## La pratique musulmane et les réfugiés politiques
New York abrite la plus forte communauté guinéenne aux États-Unis, devant la ville d'Atlanta. La plupart d'entre eux sont musulmans, originaires de Guinée, pays francophone, et habitent dans le quartier du Bronx, au nord de la ville au coin de la 3e avenue et de la 166e rue. Environ 500 à 600 Guinéens fréquentent la vaste salle de prière du Fouta Islamic Center, qui portent le nom de la région du Fouta-Djalon, habitée par les Peuls. Une bonne partie d'entre eux sont des réfugiés politiques membre du parti des Nouvelles Forces démocratiques de Guinée (NFD), parti d'opposition, qui entretiennent des relations étroites avec leur pays. Le tissu médiatique, avec le journaliste Ibrahima Sory Baldé fondateur de la radio Médias d’Afrique, et associatif est assez riche, dominé par Amadou Sara Diallo, président de la Guinean Community of America (GUICA), qui a créé une structure impliquant les ressortissants des quatre régions naturelles de la Guinée.

## Les origines
La plupart des Peuls guinéens de New York sont originaires de la région du Fouta-Djalon, dans le nord de la Guinée, selon Souleymane Diallo, président de l’Union pour le Développement du Fouta-Djalon.
Souleymane Diallo estime que la communauté guinéenne new-yorkaise compte environ 5 000 membres, dont environ 2 000 sont adhérents de cette association, mais d'autres estimations font état de 3 000 personnes. Les ressortissants de cette région vivant en Amérique du Nord sont régulièrement invités à des réunions d’information sur les violences perpétrées contre la communauté peule en Guinée, dont ils sont membres et qui fut l'une des plus fermes dans la résistance au colonialisme.
La communauté abrite aussi les Bana-Bana, d'origine liée au mouridisme. Chaque semaine, un groupe d'immigrants originaire de la ville de Darou Mousty au Sénégal et vivant dans le Bronx va dans le quartier chinois de New York acheter des articles aux grossistes.

## L'affaire Amadou Diallo
Le 4 février 1999 en soirée, à Soundview dans le Bronx, Amadou Diallo, né le 2 septembre 1975 à Sinoe au Libéria, aîné d'une famille de quatre enfants d'origine guinéenne, est tué en bas de son immeuble par quatre policiers de l'unité Street Crime Unit de la Police de New York de 41 balles alors qu'il n'était pas armé.
Une violente polémique a éclaté sur le thème de la brutalité policière et du profilage vis-à-vis d'une personne noire. Arrivé légalement aux États-Unis, en 1996, bon élève, le jeune homme était vendeur ambulant à Manhattan, après avoir fréquenté l'École française internationale, l'Université de Cambridge et le British Consulate College en Thaïlande. Les quatre policiers plaident non coupables, qualifiant leur acte d'« horrible méprise » et attribuant leurs tirs répétés au stress. Ils sont acquittés. Les rassemblements pour dénoncer cet acquittement sont organisés au début quasi-quotidiennement par le révérend Al Sharpton. Au départ de quelques dizaines puis centaines de personnes, elles réunissent bientôt des milliers de manifestants de toutes origines confondues et tous les responsables communautaires affichent leur indignation. Michael Cardozo, le chef des services juridiques de la ville de New York annoncera trois ans plus tard un dédommagement de 3 millions de dollars accordé à la famille Diallo.
Le drame a inspiré plusieurs chansons qui font référence à Amadou : Diallo de Wyclef Jean, Elie Kamano et Youssou N'Dour, Things I've Seen de The Spooks et American Skin (41 Shots) de Bruce Springsteen. Les films La 25e Heure, Phone Game ou encore Les Fils de l'homme y font référence. Sa mère, Kadiatou Diallo, a écrit avec le journaliste du New York Times, Craig Wolff, le livre My Heart Will Cross This Ocean: My Story, My Son, Amadou en 2003.